# Târgu Logrești
Târgu Logrești – wieś w Rumunii, w okręgu Gorj, w gminie Logrești. W 2011 roku liczyła 603 mieszkańców.